# Louise Powell
Ada Louise Powell (* 1882 in Southwick als Ada Lousie Lessore; † 1956) war eine britische Keramikerin und Kalligrafin.

## Leben
Geboren 1882 in Southwick, stammte Lousie Lessore aus einer Künstlerfamilie. Ihr Vater Jules Lessore (1849–1892) war Maler und ihr Großvater Émile Lessore (1805–1876) und ihre Tante Thérèse arbeiteten als Porzellanmaler für das Keramikunternehmen Josiah Wedgwood & Sons Ltd. Ihre Schwester Thérèse Lessore (1884–1945) wurde später ebenfalls Malerin und ihr Bruder Frederick Lessore (1879–1951) wirkte als Bildhauer und Galerist. Louise besuchte die Central School of Art and Design, eine eng mit dem Arts and Crafts Movement verbundene Kunstschule in London, wo sie unter Edward Johnston und Sidney Cotterell Kalligrafie und Bilderhandschrift studierte. Sie trat daher der Society of Scribes & Illuminators bei. In dieser Zeit kooperierte sie mit dem Kalligrafen Graily Hewitt bei mehreren unvollendeten Manuskripten und entwarf für Ernest Gimson Gestaltungskonzepte für Möbel.
1906 heiratete Lessore den Keramiker Alfred Hoare Powell (1865–1960), der sich zum Arts and Crafts Movement dazurechnete und seit 1903 mit dem Keramikunternehmen Wedgwood kooperierte, zu dem Lousie bereits familiäre Verbinden hatte. Lousie schloss sich daher dieser Kooperation an; und das Ehepaar wurde bald fest bei Wedgwood angestellt. Beide arbeiteten oft gemeinsam an Entwürfen und signierten diese beide, sodass es schwer ist, individuelle Beiträge exakt zu bestimmen. Während Alfred jedoch hauptsächlich bildlich-figurative Gestaltungselemente bevorzugte, zeichneten sich Louises Beiträge durch heraldisch-kalligrafische Züge aus. Oftmals von der Natur inspiriert, zeigen ihre Werke auch Einflüsse von William De Morgan und von islamischer und Renaissance-Keramik. Ihre Gestaltungen bezogen sich dabei auf eine große Vielfalt von Keramikprodukten wie Vasen, Krüge, Schüsseln und Dosen. Auf Louises Initiative nahm Wedgwood auch alte Gestaltungskonzepte aus dem 18. Jahrhundert wieder ins Programm, die nur ein wenig modernisiert wurden. Bald begann das Ehepaar auch, ihre Designs auszustellen. Eine erste, in der Kritik gelobte Beteiligung ist für die Arts and Crafts Exhibition im Sommer 1906 in den Londoner Grafton Galleries nachzuweisen; im selben Jahr wurden ihre Designs auch bei der Wedgwood-Ausstellung in Liverpool gezeigt. 1920 wurden Lousies Entwürfe auf der British Industries Fair ausgestellt.
Die Powells arbeiteten vornehmlich von ihrem Atelier in London aus, besuchten aber mehrfach im Jahr die Fabrik von Wedgwood in Stoke-on-Trent, um dort die Keramikmaler einzuweisen und die Produktion ihrer Designs zu überwachen. Daneben besaß das Ehepaar ein Landhaus in Gloucestershire. 1930 entwarf Louise Powell eine spezielle Vase anlässlich des 200. Jubiläums der Firmengründung von Wedgewood. 1936 wurde ihr Werk in einer Ausstellung von Wedgwood-Produkten in den Grafton Galleries gesondert hervorgehoben. Zunehmend veraltete jedoch der alte Ansatz der Powells, die noch auf eine Handbemalung ihrer Produkte gesetzt hatten, nun aber zunehmend von der Maschinisierung der Produktion überrumpelt wurden. 1940 endete die Kooperation der Powells mit Wedgwood, während der es dem Ehepaar gelang, eine Brücke zwischen Arts-and-Crafts-Ideen und kommerzieller Massenproduktion zu schlagen. Auch waren die Powells maßgeblich an der Ausbildung jüngerer Keramiker beteiligt, darunter Millicent Taplin und Star Wedgwood.

## Rezeption
In der öffentlichen Wahrnehmung wurde Louise Powells Werk lange Zeit unter dem Werk ihres Ehemannes subsumiert und sie selbst daher kaum wahrgenommen. Erst nach ihrem Tod, am Ende des 20. Jahrhunderts, erfuhr sie verstärkt Aufmerksamkeit für ihre Arbeiten. Einige ihrer Werke sind heute im Besitz der Art Gallery of Western Australia und dem Birmingham Museum of Art.